# Ваньят, Юрий Ильич
Ю́рий (Гео́ргий) Ильи́ч Ванья́т (7 декабря 1913, Москва — 3 марта 1992, там же) — советский спортивный журналист. Заслуженный работник культуры РСФСР (1975).

## Биография
Играл вратарём в юношеской команде «Пищевики» (Москва, 1927—1930). Так же выступал за «Дукат» (1931—1932). Окончил школу тренеров при институте физкультуры.
Юрий Ваньят — единственный спортивный журналист в стране, кто освещал все 54 чемпионата СССР по футболу и 45 чемпионатов СССР по хоккею. Работал на 8 олимпийских и хоккейных турнирах, 7 чемпионатах мира по футболу, 28 чемпионатах мира по хоккею. Почти 40 лет входил в состав различных комиссий Федерации футбола СССР, был членом НОК СССР, членом Президиума Секции спортивной прессы СССР (1959—1963).
В 1933—1949 работал в газете «Красный спорт» (с 1946 — «Советский спорт»). В 1950—1986 — в газете «Труд». В 1987—1992 — газете «Московская правда». Постоянный автор еженедельника «Футбол-Хоккей».
Юрий Ваньят стал инициатором выпуска в СССР ежегодных календарей-справочников по футболу. На Всесоюзном совещании по футболу и судейским вопросам, прошедшем 10 июля 1936 года, он предложил: «…нужно издавать специальный справочник. Мы издаем перед каждым матчем такие листовки, хотим издать осенний календарь, издательство пойдет навстречу. У нас есть справочники „Вся Москва“ и нам нужно по этому типу иметь ежегодные футбольные справочники, которые бы выходили, примерно, в апреле. Там нужно сконцентрировать все, что нужно игроку, тренеру, судье и даже болельщику, чтобы он мог прочесть историю команды». (Из стенограммы совещания. Государственный архив Российской Федерации, фонд 7576, опись 13, дело 139).
Автор программ к матчам первого клубного чемпионата СССР по футболу 1936 года на стадионе «Динамо» в Москве.
Автор-составитель календарей-справочников «Футбол. Первенство СССР 1938 года (май-октябрь), „Футбольный кубок СССР“ (1939), „Футбол“ (1940), „Кубок СССР 1947 года“, „Кубок СССР по футболу 1950“, „Кубок СССР по футболу 1951 года“, „Хоккей. Первенство мира и Европы 1965 года“, „Спартак“ — история, „звезды“, победы…» (1989).
Болельщик московского «Торпедо».

Скончался 3 марта 1992 года незадолго до старта первого чемпионата России по футболу.
"На развал СССР, и в частности Всесоюзного чемпионата по футболу, он отреагировал, по словам его дочери Татьяны Георгиевны, очень болезненно, и не исключено, что именно резкие изменения в стране явились одной из главных причин смерти Ваньята в 79-летнем возрасте. «Для папы уход из последнего чемпионата СССР тбилисского „Динамо“ и „Жальгириса“ был страшным ударом, — вспоминает Татьяна Георгиевна. — А когда прекратило свое существование Всесоюзное первенство, то он посчитал это концом всего отечественного футбола и дела, которому он посвятил всю свою жизнь».
Похоронен на Введенском кладбище (4 уч.).

## Награды
- Орден Дружбы народов (1980[6] и 1983)
- Орден «Знак Почёта» (1972)
- Медаль «За трудовую доблесть» (27.04.1957) — «за успехи, достигнутые в деле развития массового физкультурного движения в стране, повышения мастерства советских спортсменов, и успешное выступление на международных соревнованиях»
- Заслуженный работник культуры РСФСР (1975)[7]